# Taiwanocryphaeus rhinoceros
Taiwanocryphaeus rhinoceros là một loài bọ cánh cứng trong họ Tenebrionidae. Loài này được Kimio Masumoto miêu tả khoa học năm 1996.